# Cortinarius leucocephalus
Cortinarius leucocephalus är en svampart som först beskrevs av George Edward Massee, och fick sitt nu gällande namn av Peintner & M.M. Moser 2002. Cortinarius leucocephalus ingår i släktet Cortinarius och familjen spindlingar.   Inga underarter finns listade i Catalogue of Life.